# Thronbesteigungsfest JHWHs
Das Thronbesteigungsfest JHWHs war nach Ansicht einiger Alttestamentler das Hauptfest am Jerusalemer Tempel vor dessen Zerstörung durch die Babylonier. Es markierte den Beginn des neuen Jahres am 1. Tischri. Allerdings kann das Fest und die Festliturgie aus dem Alten Testament nur mehr indirekt erschlossen werden. Denn auch wo das Alte Testament vorexilische Texte enthält, sind sie nachexilisch überarbeitet und aktualisiert worden.

## Altorientalische Parallelen
Nach Sigmund Mowinckel war das Thronbesteigungsfest JHWHs die Jerusalemer Adaption eines nordwestsemitischen Mythos, der im ugaritischen Text KTU 1–2  und im babylonischen Schöpfungsepos Enuma Elisch erkennbar werde: Die Gottheit (Baal in Ugarit, Marduk in Babylonien) wirft in einem Kampf die Verkörperung des Urmeeres (Jam bzw. Tiamat) nieder und triumphiert so über das Chaos. Dem mythischen Denken entspricht es, dass die Gottheit im Lauf des Jahres an Kraft verliert, so dass sie sich im Ritual regeneriert und ihre Herrschaft danach neu antritt.

## Rekonstruktion der Festliturgie
Psalm 24, Psalm 29 und Psalm 93 bilden die Basis für die Rekonstruktion des Jerusalemer Festes:
- Im Morgengrauen besiegte JHWH das Urmeer (und dessen Begleiter, die mythische Schlange Leviathan[2]).
- Bei Sonnenaufgang zog er – möglicherweise repräsentiert durch die Bundeslade (nur in Ps 132 erwähnt) – in einer Festprozession in seinen Tempel ein.
- Im Inneren des Tempels bestieg er den Thron und wurde zum König der ganzen Erde proklamiert.

In Psalm 24, 7–10 sehen die Befürworter des Thronbesteigungsfestes ein besonders gut erhaltenes Fragment der vorexilische Festliturgie: Dies sei der Moment, in dem die Festprozession den Tempel erreichte, wo sie von den Tempelwächtern begrüßt wurde. Die vorexilischen Stücke in den Psalmen 29 und 93 dagegen feierten JHWHs Triumph im Kampf mit dem Meer.
Für Mowinckel war der vorexilische Jerusalemer Kult ein heiliges Drama und das Thronbesteigungsfest JHWHs dessen Zentrum. Seitdem ist die Forschung weitaus zurückhaltender geworden bei der Rekonstruktion kultischer Begehungen. Die Quellen bieten zu wenig Anhaltspunkte, um sich vom vorexilischen Gottesdienst ein Bild machen zu können.

## Weiterentwicklung seit dem Babylonischen Exil
Sigmund Mowinckel legte auch die seither viel diskutierte Hypothese vor, die Tradition des JHWH-Thronbesteigungsfestes sei seit dem Exil eschatologisch weiterentwickelt worden, an die Stelle des Chaosmeeres seien die „gegen den Zion anbrausenden Völker“ getreten. Das Vorbild für diesen Transfer eines Naturmythos in die Welt von Geschichte und Politik bildeten möglicherweise assyrische Königsinschriften des 7. und 8. Jahrhunderts. Assyrisches Kolorit zeigt demnach der Text Jes 8, 6–8.

## „JHWH ist König!“
Der Jubelruf der Festteilnehmer „JHWH mālak!“ („JHWH ist König“ oder „JHWH ist König geworden“) leitet die von Mowinckel so genannten Thronbesteigungspsalmen (Ps 47, 93, 95–99) ein. Dabei handelt es sich – unabhängig davon, ob es ein JHWH-Thronbesteigungsfest wirklich gab – um einen für den Jerusalemer Kult zentralen Satz. „Mit ihm verbindet sich zentral die Vorstellung, dass Jhwh, der herrlich Gekleidete, mit Ehre Ausgestattete, sich gegen ihm feindlich gegenüberstehende Mächte … durchsetzt. Wo und wie genau im Jerusalemer Tempel Herrschaft und Präsenz Jhwhs gefeiert wurden, geht aus dem Alten Testament nicht hervor.“

## Rezeption
In der rabbinischen Tradition wurde die tägliche Rezitation des Schma Jisrael und begleitender Gebete als eine „täglich neue Ausrufung und damit Inkraftsetzung der göttlichen Königsherrschaft verstanden,“ was nach Karl-Erich Grözinger eine gewisse Nähe zu einer jährlichen Proklamation der Königsherrschaft JHWHs darstellt.